# Фортеця святої Анни
Фортеця святої Анни, Аннінська фортеця — фортифікаційна споруда на схід від станиці Старочеркаська Ростовської області над правим берегом Дону. Є філією Старочеркаського музею-заповідника. Пам'ятник військово-оборонного зодчества Росії XVIII століття.

## Історія
Фортеця святої Анни була побудована в 1731 році за наказом російської імператриці Анни Іванівни. Для будівництва фортеці використовували ґрунт поблизу Васильївських курганів.
Свого часу фортеця була форпостом російських військ в роки війни з Туреччиною (1735—1739). Гарнізон фортеці стежив за південними кордонами Росії і контролював козачі війська.
З часом фортеця Святої Анни поступилася роллю форпосту потужній і укріпленій фортеці Дмитра Ростовського. З фортеці Дмитра Ростовського почалося місто Ростов-на-Дону.
Поруч з фортецею при отамані Платові відкрився черкаський ярмарок. У 1830-х роках тут побудували два будиночки для лікування козаків, хворих на проказу.